# 西逓村
座標: 北緯29度54分16秒 東経117度59分15秒 / 北緯29.90444度 東経117.98750度
西逓村（せいてい-そん、簡体字: 西递村, 拼音: Xīdì, カタカナ転記：シーディ）は中華人民共和国安徽省黄山市黟県西逓鎮にある村である。
11世紀、宋朝の元祐年間にある河川の西岸にできた。そのため、元の名を「西川」といった。物資輸送の駅として使用されたため西逓（「逓」は宿場）と呼ばれるようになり、また「桃花源裏人家」とも呼ばれた。
この村を支えていたのは胡氏である。10世紀、唐の昭宗の子が変乱から逃れてこの地に隠れ住み、胡姓を称した。胡氏は1465年に商売を始めて成功し、土木、建築、修祠、道路整備、架橋などを行った。17世紀中ごろ、胡氏から官僚が出たため、さらに発展した。18世紀から19世紀にかけて、西逓の繁栄は頂点を極め、600もの豪邸が作られた。
西逓村の中心には東西を貫く幹線道路があり、その両脇に並行する道路との間に沢山の路地がある。敬愛堂、履福堂、刺史牌楼の公共施設も設けられていた。現在でも明清建築の124棟が観光用に保全されており、そのほとんどが一般に公開されている。そのほかの主要建築物に、1578年に作られた青石牌坊、1691年に作られた大夫第（医師屋敷）などがある。
2000年11月30日、オーストラリアケアンズで行われた第24回ユネスコ世界遺産委員会により、「安徽南部の古村落」として、宏村と共に世界遺産に登録された。中国の5A級観光地（2011年認定）。

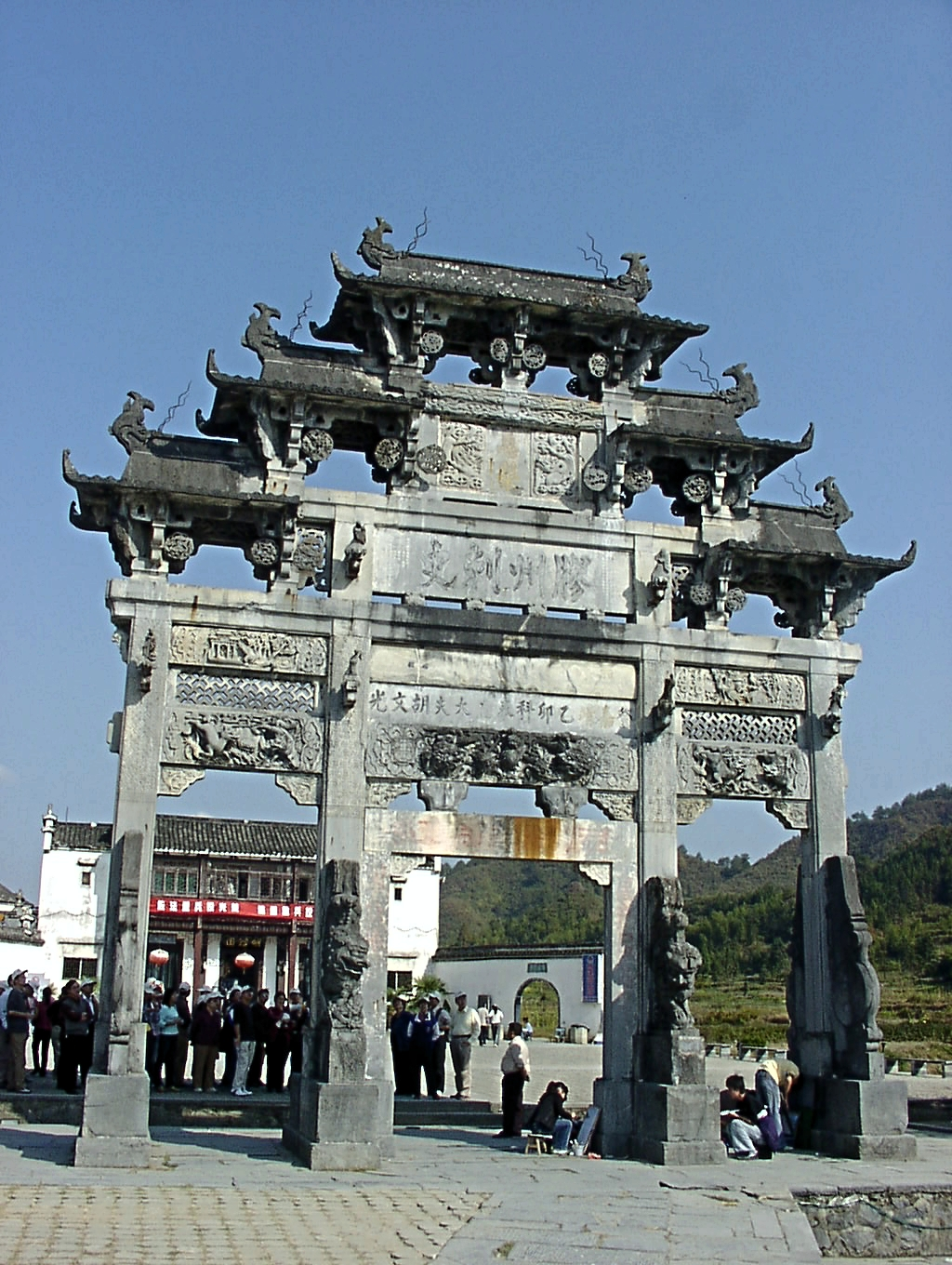
西逓村前の牌坊
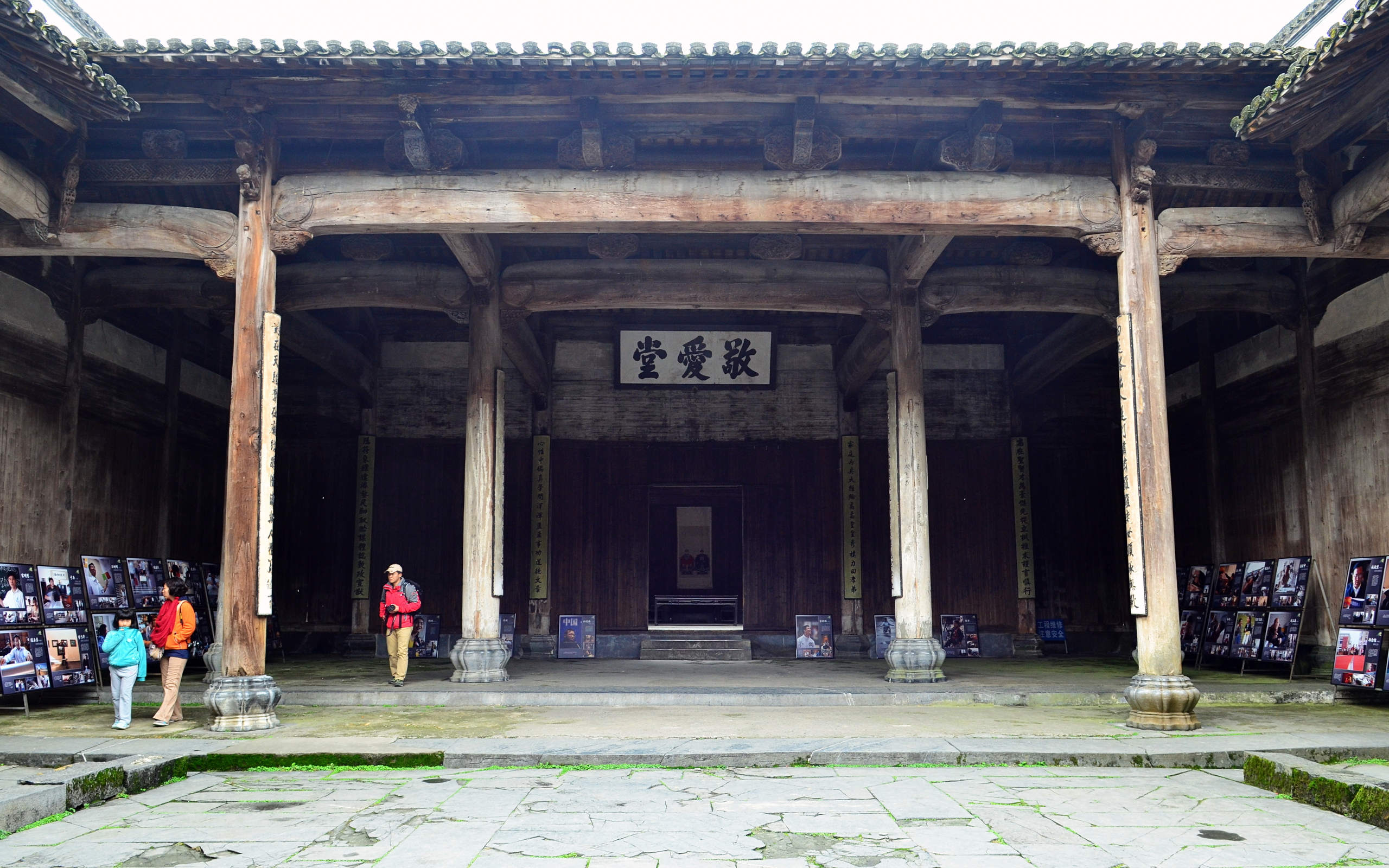
敬愛堂
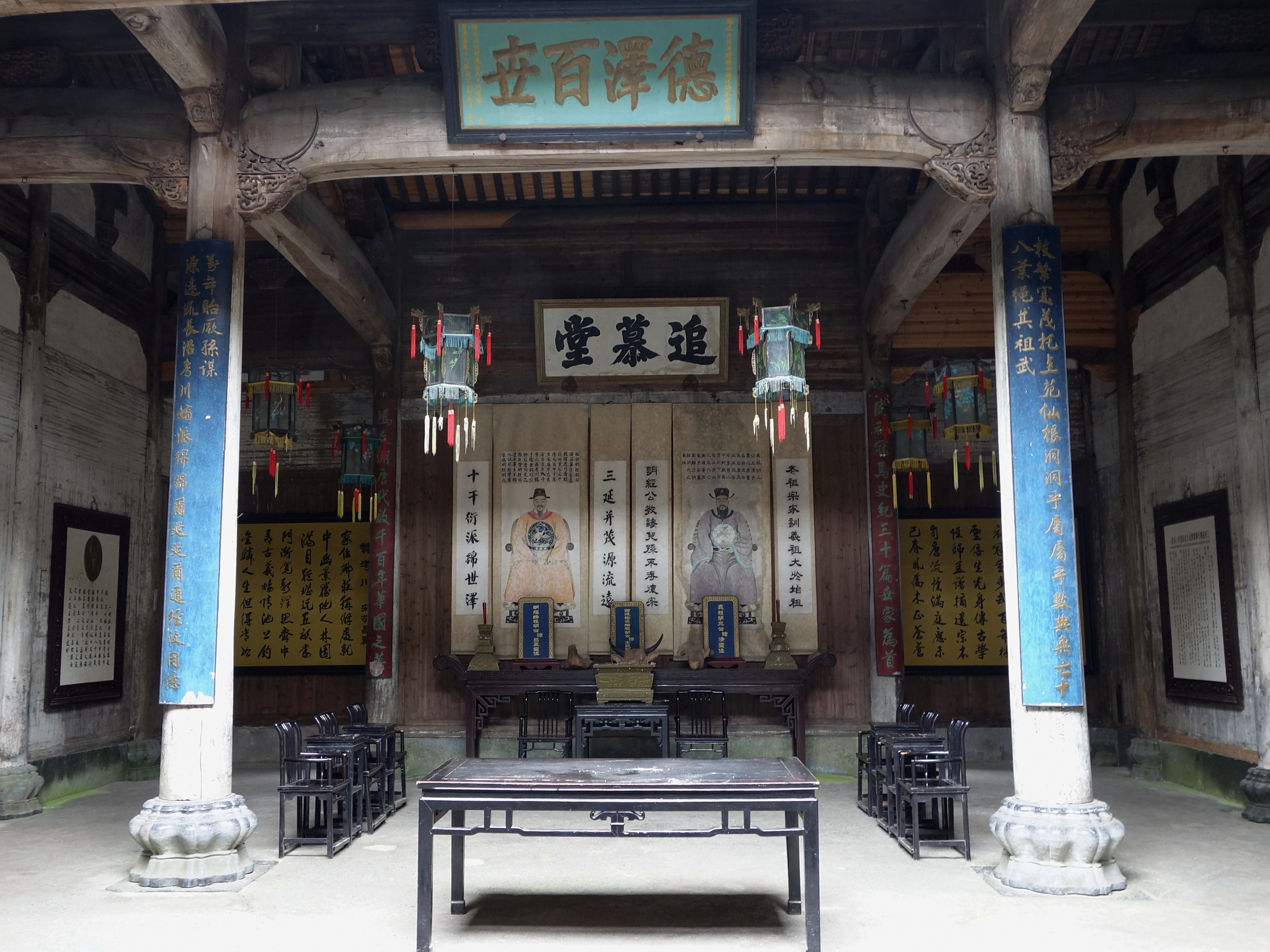
追慕堂
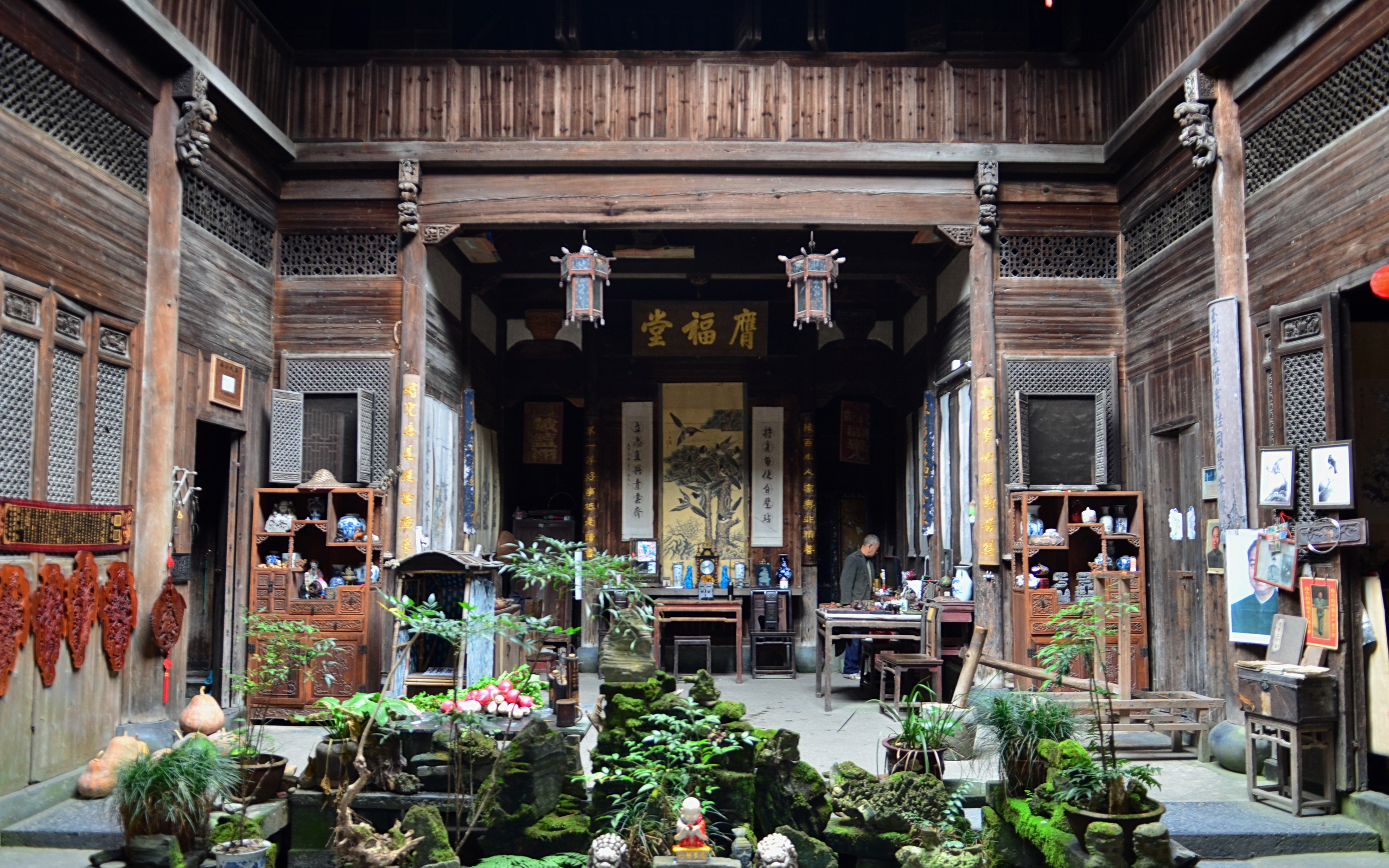
膺福堂
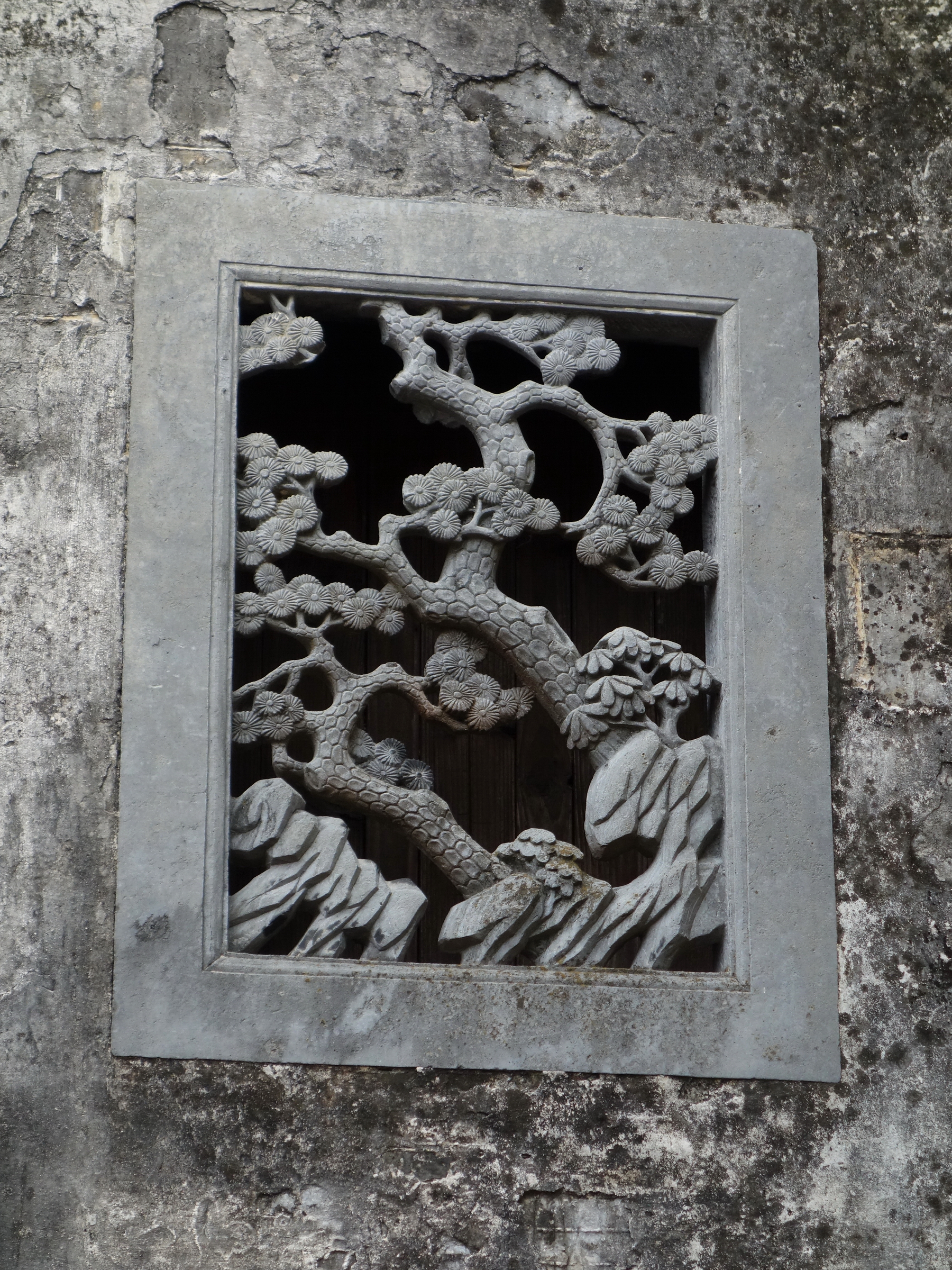
西園の透かし窓

## 登録基準
この世界遺産は世界遺産登録基準のうち、以下の条件を満たし、登録された（以下の基準は世界遺産センター公表の登録基準からの翻訳、引用である）。
- (3) 現存するまたは消滅した文化的伝統または文明の、唯一のまたは少なくとも稀な証拠。
- (4) 人類の歴史上重要な時代を例証する建築様式、建築物群、技術の集積または景観の優れた例。
- (5) ある文化（または複数の文化）を代表する伝統的集落、あるいは陸上ないし海上利用の際立った例。もしくは特に不可逆的な変化の中で存続が危ぶまれている人と環境の関わりあいの際立った例。